# Ernst Laaff
Ernst Laaff (* 4. November 1903 in Wiesbaden; † 12. September 1987 in Baden-Baden) war ein deutscher Musiker, Professor und Hochschulrektor.

## Leben
Ernst Laaff wurde am 4. November 1903 in Wiesbaden geboren. Nach seiner Schulzeit studierte er zuerst in Wiesbaden. Anschließend ging er nach Frankfurt am Main, München und Berlin, wo er sein Studium fortsetzte. In Berlin wurde er unter anderem von Arnold Schering unterrichtet. Nach Abschluss seines Studiums wurde er mit einer Dissertation über Franz Schuberts Sinfonien promoviert. Kurze Zeit später wurde das Collegium musicum der Johannes Gutenberg-Universität Mainz neugegründet, an der als Pädagoge anfing zu lehren. 1938 wurde er Leiter der Zeitschriftenabteilung des Schott-Verlags in Mainz. Kurz darauf wurde er auch Prokurist des Verlags. In der Nachkriegszeit gründete er im Schott-Verlag die Zeitschrift „Das Musikleben“.
1949 wurde er schließlich Professor. Gleichzeitig gründete er die Hochschule für Musik Mainz und leitete sie im Folgenden bis 1972. Er betätigte sich als Musiker nicht nur in der Alten Musik, veranschaulicht durch Originalinstrumente, sondern auch in der Neuen Musik. Während seiner 24-jährigen Funktion als Leiter der Hochschule für Musik Mainz agierte er im Zusammenwirken mit Kommunalpolitikern auch politisch. Hier erschien seine ruhige und beherrschte Ausstrahlung als gute Charaktereigenschaft für sein Handeln. In dieser Zeit arbeitete er auch als Dirigent. 1972 ging er schließlich im Alter von 69 Jahren in den Ruhestand. Zeitgleich beendete er seine zahlreichen ehrenamtlichen Engagements. Ein Jahr später wurde die Hochschule für Musik Mainz in die Johannes Gutenberg-Universität Mainz integriert.
In hohem Alter erkrankte er schwer. Er starb schließlich nach langer Krankheit am 12. September 1987 in Baden-Baden. Er wurde auf dem Hauptfriedhof von Baden-Baden bestattet.

## Ehrungen
- 1963: Peter-Cornelius-Plakette des Landes Rheinland-Pfalz
- 1972: Verdienstkreuz 1. Klasse der Bundesrepublik Deutschland